# Victor Alavațki
Victor Alavațki (în rusă Виктор Алавацкий; n. 3 noiembrie 1955, Lipcani, RSS Moldovenească, URSS) este un muzician și inginer de sunet sovietic și rus, cunoscut mai ales ca membru al trupei Nautilus Pompilius.

## Biografie
S-a născut în orașul Lipcani din fosta RSS Moldovenească (actualmente Republica Moldova). În 1983 a absolvit Colegiul de Muzică „Ceaikovski” din Sverdlovsk. Și-a început cariera muzicală în ansamblul „Epos” a lui Vladimir Petrovț. Ulterior, a cântat în ansamblul „Horizont” alături de Alexei Homenko.
În noiembrie 1987 a fost invitat în formația „Nautilus Pompilius”, unde a lucrat ca basist până în noiembrie 1988. După ce a părăsit Nautilus, împreună cu Homenko și Vladimir Elizarov, a organizat trupa „Nepoții lui Engels”. Colectivul nu a durat mult, dar a lăsat mai multe înregistrări, inclusiv albumul „Sunt în Ekaterinburg”, înregistrat împreună cu Aleksandr Novikov.
Din 1990 colaborează cu Novikov ca muzician și inginer de sunet la studioul său „Novik-Records”. În paralel, din 1993 până în 1998, a fost director muzical al teatrului țigănesc „Inima Romen”, iar din 1998 a organizat ansamblul cântecului țigănesc „Moscova veche”.